# The Surge 2
The Surge 2 (En español La Oleada 2) es un videojuego perteneciente al género de acción y rol desarrollado por el estudio Deck13 Interactive y publicado por Focus Home Interactive para Microsoft Windows, PlayStation 4 y Xbox One. Es la secuela de The Surge 1, que salió el año 2017.

## Jugabilidad
The Surge 2 es un videojuego de rol de acción jugado desde una perspectiva en tercera persona. El videojuego presenta a un creador de personajes que permite a los jugadores personalizar las apariencias y el género de su avatar de jugador. Los jugadores pueden utilizar una variedad de armas cuerpo a cuerpo para derrotar a los enemigos, cuyas extremidades pueden ser atacadas y eliminadas individualmente. Los jugadores también pueden esquivar y protegerse de ataques, lo que requiere que los jugadores tengan un ángulo adecuado de su arma equipada. También se pueden desplegar drones de combate y consumibles como biosensores. Cuando los jugadores matan o desmembran a sus oponentes, pueden recoger y equipar las armas, mejoras de armadura o tecnología dejada por ellos. La ciudad de Jericho, el escenario del videojuego, ofrece caminos alternativos que los jugadores pueden explorar libremente. En el videojuego, los jugadores conocerán diferentes personajes no jugables y tendrán que tomar diferentes decisiones que afectarán al mundo y la historia del videojuego. Los jugadores también pueden dejar mensajes de grafiti en el mundo de su videojuego para que otros jugadores los vean.

## Historia

### Ambientación
The Surge 2 se desarrolla en un futuro distópico en el que los humanos han agotado los recursos del mundo, lo que lleva a una sociedad muy tensa, y muchas enfermedades ambientales que llevan a la humanidad al borde de la extinción. CREO, uno de los conglomerados tecnológicos más grandes, intenta restaurar el medio ambiente, pero con la tarea siendo demasiado larga, se desarrolla un segundo proceso, el Proyecto UTOPIA, un medio para usar nanitos para completar el proyecto más rápido pero con un costo del 95% de las vidas de la humanidad. Los nanitos detrás del proyecto ganan sensibilidad, convirtiéndose en un Proceso corrompido, y ante el voto de la junta CREO en contra de su uso, desencadenan un colapso en todo el sistema, matando o corrompiendo cada máquina y humano conectado a la red CREO. El Proyecto UTOPIA es lanzado luego por un sistema automatizado, que transporta los nanitos del Proceso Rogue.
La trama central de The Surge 2 tiene lugar en La ciudad Jericho, una metrópolis avanzada rodeada por un muro gigante destinado a detener el avance de los nanitos. Sigue a un personaje masculino o femenino sin nombre, apodado el "Guerrero", que está buscando a Athena Guttenberg, la nieta del fundador de CREO, Jonah Guttenberg. El viaje del Guerrero los pone en conflicto con la unidad de ayuda de desastres de AID que está evacuando la ciudad, y los Niños de la Luz, un culto religioso que adora a la Luz, una fuente de energía inestable pero poderosa. Dirigida por la Matriarca Celeste, el culto cree que la llegada de los nanitos es predicha por su profecía de los humanos que ascienden más allá de la mortalidad al fusionarse con las máquinas. Los niños se dividen en dos facciones bajo los dos hijos de Celeste; Eli, el profeta y heredero de Spark, y Johnny, su hermano desaliñado y drogadicto que usa una droga para mejorar la salud física para manipular a sus subordinados. El Guerrero es ayudado por el Extraño, un hombre enmascarado que busca la verdad detrás de las acciones de AID.

### Argumento
A bordo de un avión, el personaje del jugador se hace amigo de una joven, Athena Guttenberg. El cohete UTOPIA colisiona con el avión, liberando su carga útil de nanitos que daña severamente la nave y hace que se estrelle en las afueras de Ciudad Jericho. Aparentemente el único sobreviviente, el personaje aún comatoso se recupera en una instalación médica de la prisión. Dos meses después, el personaje del jugador es despertado por visiones de Athena llamándolo como su "Guerrero". La prisión es atacada por Delver, una gigantesca criatura de nanitos, liberando a los prisioneros y permitiendo que el Guerrero escape después de instalarse un poderoso exoesqueleto para mejorar sus habilidades. Al salir a la ciudad de Jericho, el Guerrero se entera de que la ciudad ahora está infestada de nanitos, que lentamente reclaman la ciudad e infectan a los ciudadanos.
El Guerrero se encuentra con el Extraño (Warren, el protagonista de The Surge 1), y también aprenden sobre los Niños de la luz, quienes creen que la crisis predice la llegada de la Encarnación de la luz. El hermano Eli le ordena al Guerrero que derrote a su hermano Little Johnny, para que puedan llegar al lugar del accidente en busca de Athena. El Guerrero derrota a Johnny, pero luego es traicionado por Eli, que tiene la intención de reclamar la gloria al matar a la persona que mató a su hermano. Eli es asesinado por el guerrero. En el lugar del accidente, el guerrero tiene una de las muchas visiones que revelan el viaje de Athena desde el accidente aéreo.
El Guerrero persigue el rastro de Athena hasta la reserva natural artificial, Gideon Point, donde se esconde el Delver. Después de matar al Delver, el Guerrero se entera de que Athena había tomado el control para liberar al Guerrero de la prisión. El Guerrero se reúne con el fundador de CREO, Jonah Guttenberg, en el Instituto de Tecnología de CREO (CIT), y se entera de que Athena ha sido capturada por AID. usándolos en experimentos fallidos basados en nanitos para intentar comunicarse con el enjambre de nanitos. Todos los niños han muerto durante los experimentos, excepto Athena porque su exposición en el avión la cambió, haciéndola más adecuada para el experimento. El Guerrero derrota al General Ezra-Shields que la está protegiendo, pero el proceso comienza antes de que pueda interferir. Athena es aparentemente destruida y absorbida por el enjambre, renacida como una gigantesca serpiente de nanitos. Se desencadena una explosión de la actividad de los nanitos, devastando la ciudad de Jericho.
El Guerrero regresa a CIT y descubre que Eli ha resucitado e intenta obtener acceso a la investigación de nanitos de Jonah. Después de que el Guerrero mata a Eli por segunda vez, Jonah revela que puede eliminar a Athena del enjambre, pero que requerirán una fuente de energía significativa, la Chispa. Al infiltrarse en la Catedral de la Chispa, el Guerrero derrota a la madre de Eli, la Matriarca Celeste, después de presenciarla revivir a Eli nuevamente usando su propia tecnología de nanita. El cuerpo infundido con nanitos de Eli le otorga habilidades sobrehumanas. Se va con la chispa, creyendo ser la encarnación de la chispa que está destinada a controlar el enjambre y remodelar el mundo a su propia imagen. Eli mata a Jonah y roba su investigación sobre la conexión con el enjambre, que combinado con la chispa le permite robar los poderes de Atenea. El Guerrero persigue a Eli hasta el Muro, una barrera masiva construida alrededor de la ciudad, y lo confronta.
Eli ahora posee habilidades similares a las de Dios, transformándose a sí mismo como el Arcángel Eli. El Guerrero derrota a Eli por última vez, liberando a Athena y sus poderes, y se le da la opción de ejecutar o preservar a Eli. Dependiendo de las decisiones tomadas a lo largo del videojuegos, Athena adquiere su forma humana compuesta de nanitos y felicita al Guerrero por su humanidad y compasión, o los hace servir como su guardián debido a su deseo de poder. Está implícito que el Guerrero murió en el accidente aéreo, y Athena usó sus habilidades para revivirlos como un híbrido de hombre y nanita. Como consecuencia, Athena reflexiona que las máquinas siempre serán imperfectas porque están hechas por seres imperfectos, pero que darles un alma puede marcar la diferencia.

## Desarrollo
Deck13 Interactive lideró el desarrollo del videojuego. Uno de los objetivos del equipo era garantizar que el videojuego ofreciera libertad y opciones a los jugadores. Por lo tanto, a diferencia del primer videojuego, The Surge 2 permite a los jugadores crear sus propios personajes personalizables. También es compatible con una mayor variedad de estilos de combate con la introducción de cinco tipos de armas. El equipo también reelaboró la inteligencia artificial del videojuego, con enemigos controlados por la IA capaces de coordinarse entre sí durante el combate. A diferencia del primer videojuegos, que tiene lugar en una fábrica, The Surge 2 tiene lugar en una ciudad más grande y vertical. Al cambiar la configuración, Deck13 pudo implementar entornos más diversos e introducir caminos y personajes más alternativos para que los jugadores se encuentren.
El editor Focus Home Interactive anunció el videojuego en febrero del año 2018. El videojuego se lanzará para Microsoft Windows, PlayStation 4 y Xbox One el 24 de septiembre de 2019.

## Recepción
The Surge 2 recibió críticas "generalmente favorables", según la página de crítica y reseñas de Metacritic.